# Castelnovo del Friuli
Castelnovo del Friuli är en kommun i regionen Friuli-Venezia Giulia i Italien och tillhörde tidigare även provinsen Pordenone som upphörde 2017. Kommunen hade 861 invånare (2018).